# Плауен (футбольний клуб)
«Пла́уен» (нім. «VFC Plauen») — німецький футбольний клуб з Плауена. Заснований 27 травня 1903 року.

## Відомі гравці
- Красимир Балаков